# Stadsbild

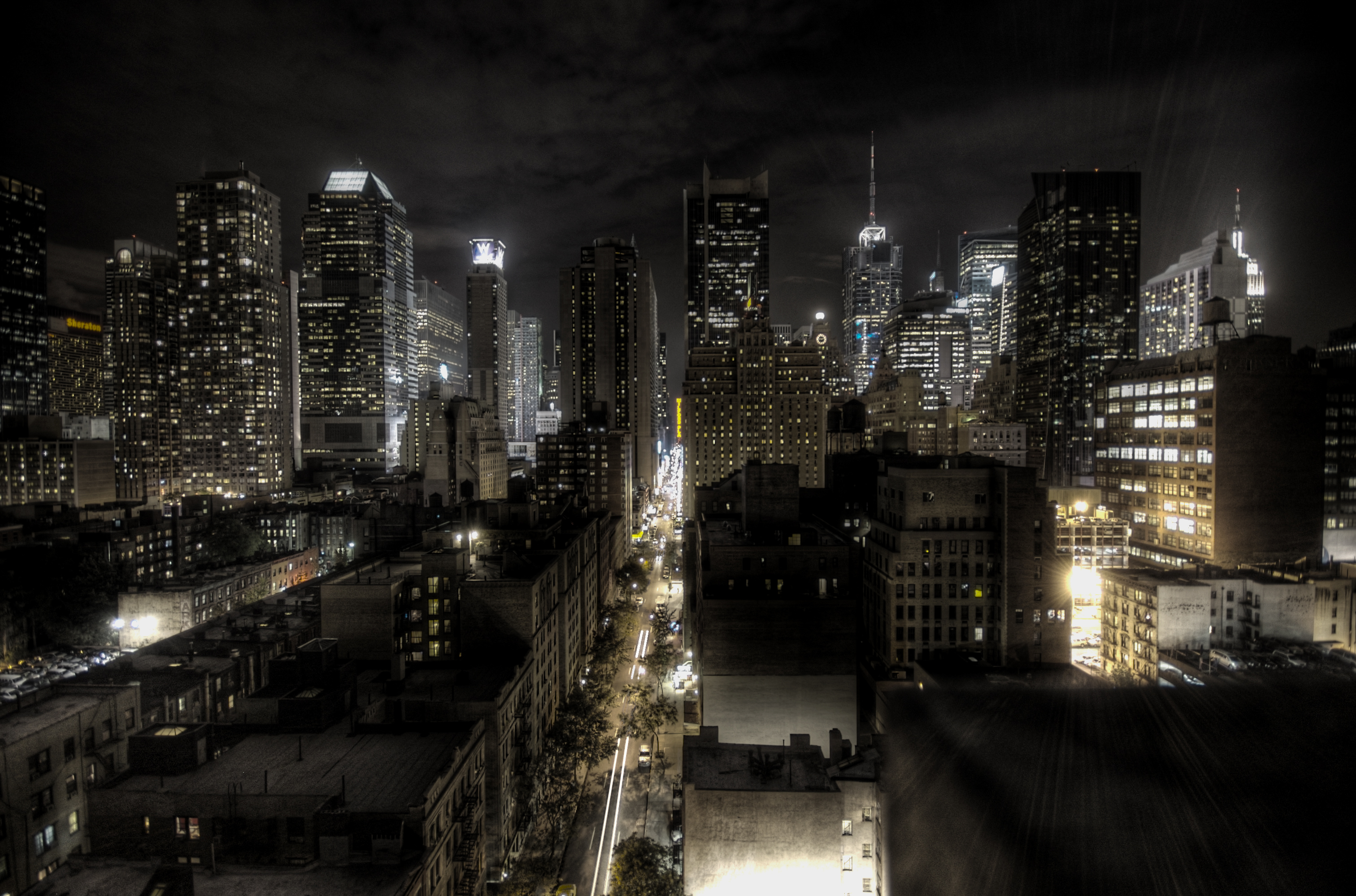
Nattbild på New Yorks stadslandskap

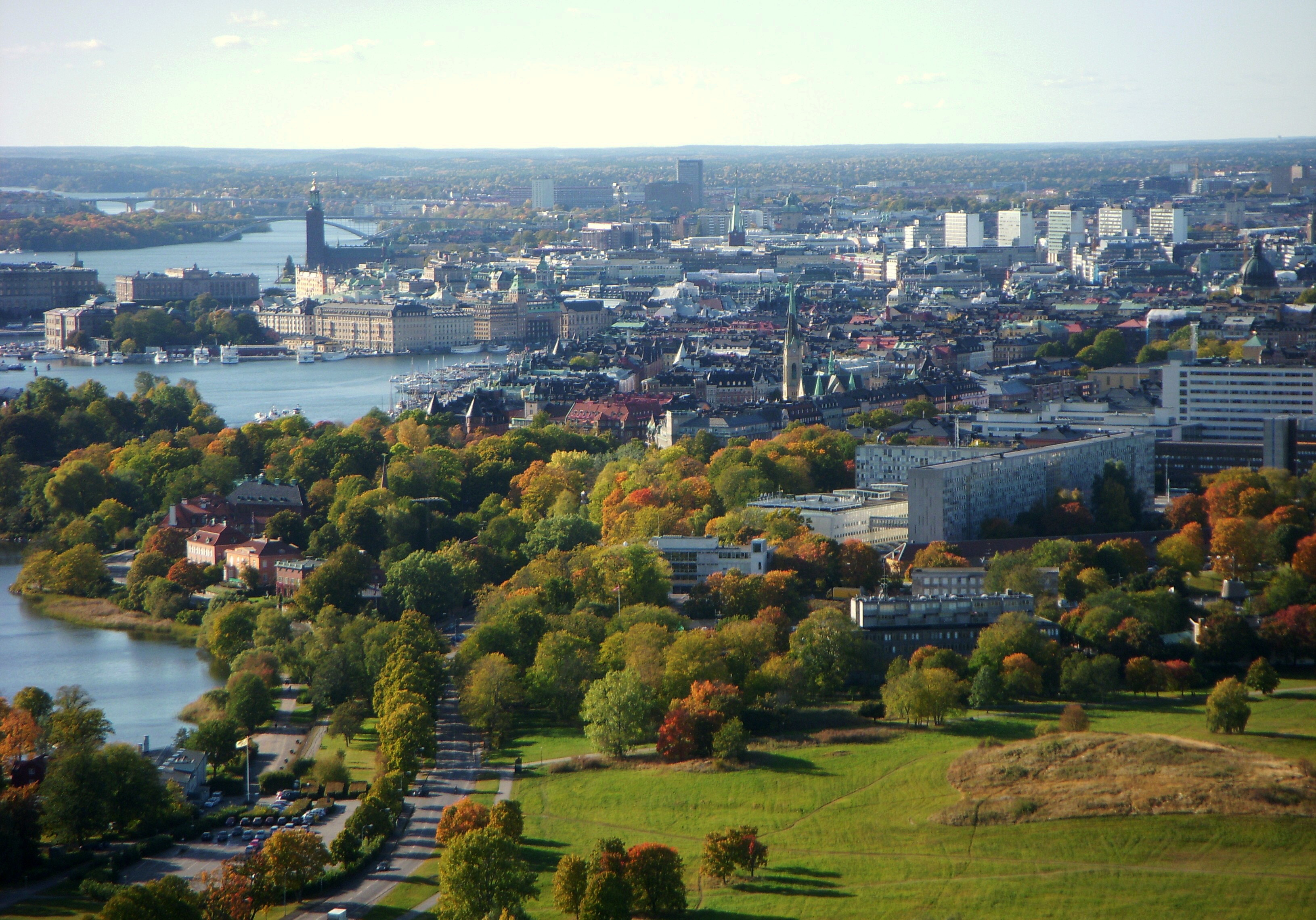
Stockholms stadslandskap präglas förutom byggnader till stor del av vatten, parker och naturreservat

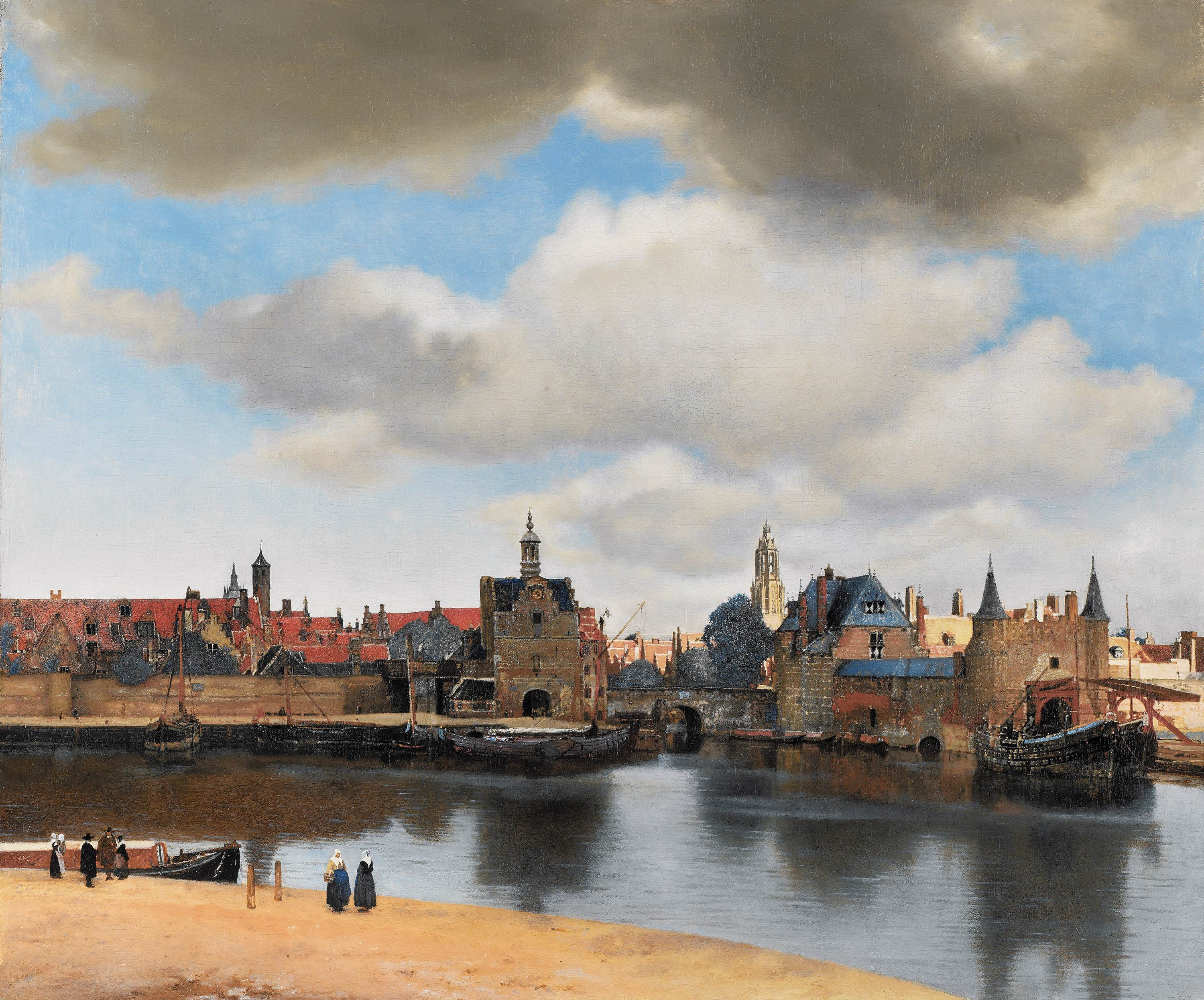
Vy över Delft av Jan Vermeer (1660-61)

Stadsbild eller stadslandskap (engelska: cityscape, tyska: Stadtbild) är ett begrepp som betecknar den urbana motsvarigheten till landskap. Stadsbilden är det övergripande intryck av en stads arkitektur inklusive grönanläggningar, berg, vattendrag och liknande som tillsammans bildar stadslandskapet.
Inom stadsplanering avser begreppet konfigurationen av byggnader och gaturum.

## Stadslandskap i konsten
Inom konsten avser begreppet en konstnärlig representation, till exempel en tavla, av de fysiska aspekterna av en stad eller ett urbant område. Redan under antiken förekom stadslandskap i konsten men det var i Nederländerna under mitten av 1600-talet som stadslandskapet blev en egen genre inom konsten. Ett exempel på 1600-talets avbildningar av stadslandskapet är Jan Vermeers berömda målning Vy över Delft. På 1800-talet kom impressionisterna att skildra staden och livet i staden.